# Sapindales
Las Sapindales son un orden de plantas dicotiledóneas que se encuentran genéticamente cercanas al orden Malvales. Este orden incluye una amplia diversidad de especies que comprenden tanto plantas lechosas como árboles y arbustos. Las Sapindales se caracterizan por diversas características morfológicas y reproductivas que las distinguen de otros órdenes de dicotiledóneas.
Una de las principales características de las plantas de este orden es la presencia de dos verticilos de estambres en las flores, con uno de los verticilos a veces reducido a estaminodios, lo que otorga a las especies de Sapindales una estructura reproductiva predominantemente pentacíclica. Esta disposición floral se refleja en su estructura de cinco partes, como se observa en la mayoría de sus flores, que suelen ser pentámeras. Además, las especies de este orden presentan un disco nectarífero de posición variable, que puede incluso reducirse a glándulas internas en algunas especies, y su ovario es generalmente súpero (ubicado por encima de los demás componentes florales).
Otro rasgo distintivo es la hoja compuesta que predomina en muchas especies de Sapindales, lo que les permite una mayor eficiencia en la fotosíntesis y adaptación a diferentes hábitats. El hábito de las plantas de este orden es principalmente leñoso, aunque también se encuentran algunas especies herbáceas. En cuanto a las inflorescencias, estas suelen ser cimosas, es decir, presentan una disposición ramificada en la que los extremos de las ramas florales se desarrollan como flores secundarias.
A lo largo de su evolución, las Sapindales han desarrollado una notable diversidad, que incluye importantes familias como Sapindaceae (que incluye especies como el rambután, el lichi y la nuez de macadamia), Rutaceae (la familia de los cítricos), y Anacardiaceae (que incluye al árbol de sumac y al anacardo). Estas familias no solo son importantes desde el punto de vista ecológico, sino también desde el punto de vista económico, debido a su relevancia en la producción de frutas comestibles, aceites esenciales y productos derivados.
Las Sapindales representan un grupo diverso y ecológicamente significativo de plantas dicotiledóneas, cuyas características reproductivas y morfológicas contribuyen a su adaptación a una variedad de ambientes. Su estudio continúa siendo relevante para entender mejor la evolución de las plantas dicotiledóneas y su impacto en los ecosistemas terrestres y la economía humana.

## Introducción
Las Sapindales son plantas disciformes superovariadas dialipétalas, es decir, plantas con flores en forma de disco y pétalos libres. Incluyen unas 7.000 especies. Según L. Emberger (1960), 19 familias principales pertenecen, con mayor o menor certeza, a este orden. Las principales son las Sapindaceae, Anacardiaceae, Rutaceae, Burseraceae, Simaroubaceae y Meliaceae. Se dividen en dos grupos, uno cercano a las Sapindáceas y otro a las Rutáceas. Así, este orden fue en su día dos, o incluso tres, órdenes: los Rutales, los Sapindales y los Terebinthales.
Las características generales de las Sapindales son su ubicación tropical o subtropical, el carácter leñoso del aparato vegetativo, la presencia de un aparato secretor interno desarrollado y una simplificación del plan floral a partir de una fórmula pentamérica básica. Este grupo es importante desde el punto de vista económico, ya que contiene, entre otras cosas, árboles que producen maderas para la ebanistería, en particular la caoba, plantas de las que se extraen aceites esenciales utilizados en perfumería y el enorme grupo de los cítricos (Rutaceae).
Las ex-Rutales comprenden cinco familias principales que se reconocen por las características de su aparato secretor: las Meliaceae tienen células secretoras aisladas, las Rutaceae tienen bolsas globulares, las Simaroubaceae tienen tubos secretores perimedulares alargados, estos tubos se encuentran en el líber en las Burseraceae y las Anacardiaceae, estas dos familias se distinguen por sus óvulos, que son epitrópicos y pendulares en las primeras, y apotrópicos y erectos en las segundas.
Vecinos de los ex-Rutales, los Sapindales en sentido restringido tienen flores a menudo zigomorfas, unisexuales, pentámeras o tetrámeras. La corola está presente al principio, pero la apetalia se hace más pronunciada. El androecio sufre reducciones mientras tiende a la periginia. El disco es frecuentemente extrastaminal. El ovario de dos o tres carpetas contiene uno o dos óvulos apotropaicos. Los frutos son vesiculares o alados. Las semillas exalbuminosas suelen estar envueltas por un arilo generado por el funículo. Las hojas suelen ser compuestas pinnadas. Las principales familias son las Aceraceae, cuyo fruto es un disamare, las Hippocastanaceae con una cápsula loculicida y las Sapindaceae con semillas ariladas; las Sabiaceae, Julianaceae y Melianthaceae son de poca importancia.
Este grupo constituye un bloque natural que, según A. Takhtajan, deriva de los Saxifragales. Tiene afinidades con las Geraniales a través del androecio obdiplostemonium y de la idéntica fórmula floral básica: 5S + 5P + 5E + 5E' + 2-5 C, principalmente a través de las Rutáceas, que difieren únicamente en la presencia de un disco intrastaminal hipógino bien organizado, la presencia de un aparato secretor y el hecho de que estas plantas son leñosas en lugar de herbáceas. El estatus de algunas familias, que a veces se sitúan en un orden y otras en otro, sigue sin estar claro. También hay vínculos con las Euphorbiales, y el mismo problema se plantea con las Buxáceas, cuya pertenencia a uno u otro orden ha sido discutida por algunos y aprobada por otros. De estas consideraciones se deduce que, para ciertas familias marginales o menos, existen múltiples vínculos con otros órdenes. Se observan tendencias evolutivas hacia los Celastrales, Rhamnales, por ejemplo. L. Emberger ve una relación con las Apiales y las Rubiales; coloca este grupo, incluyendo las Anacardiaceae, en el mismo filo.

## Fósiles
Se han encontrado restos fósiles en regiones templadas y frías del Cretácico y el Terciario, donde abundaba la vegetación caducifolia, especialmente rica en aceráceas. En el Eoceno inferior de Norteamérica e Inglaterra se han recogido Rutaceae, Anacardiaceae y Sapindaceae, algunos de cuyos representantes han sobrevivido hasta nuestros días.[cita requerida]

## Familias
Este orden contiene nueve familias, unos 460 géneros y alrededor de 5700 especies. Más de la mitad de las especies de este orden pertenecen a dos de sus familias: Sapindaceae (con unas 1600 especies), donde se encuentran recogidas tanto Hippocastanaceae como Aceraceae; y Rutaceae (con unas 1800 especies).
- Sapindaceae (unas 1600 especies)
- Nitrariaceae (16 especies)
- Rutaceae (unas 1800 especies)
- Meliaceae (unas 621 especies)
- Simaroubaceae (unas 95 especies)
- Anacardiaceae (unas 600 especies)
- Burseraceae (unas 550 especies)
- Kirkiaceae (8 especies)
- Biebersteiniaceae (10 especies)

## Filogenia
Según la clasificación filogenética APG IV de 2016  la clasificación es la siguiente:
|  | Kirkiaceae                                                    |
|  |                                                               |
|  | \| \| Burseraceae \| \| \| \| \| \| Anacardiaceae \| \| \| \| |
|  |                                                               |
|  | Burseraceae                                                   |
|  |                                                               |
|  | Anacardiaceae                                                 |
|  |                                                               |

|  | Burseraceae   |
|  |               |
|  | Anacardiaceae |
|  |               |

|  | Sapindaceae                                                                            |
|  |                                                                                        |
|  | \| \| Simaroubaceae \| \| \| \| \| \| Meliaceae \| \| \| \| \| \| Rutaceae \| \| \| \| |
|  |                                                                                        |
|  | Simaroubaceae                                                                          |
|  |                                                                                        |
|  | Meliaceae                                                                              |
|  |                                                                                        |
|  | Rutaceae                                                                               |
|  |                                                                                        |

|  | Simaroubaceae |
|  |               |
|  | Meliaceae     |
|  |               |
|  | Rutaceae      |
|  |               |

|  | Kirkiaceae                                                    |
|  |                                                               |
|  | \| \| Burseraceae \| \| \| \| \| \| Anacardiaceae \| \| \| \| |
|  |                                                               |
|  | Burseraceae                                                   |
|  |                                                               |
|  | Anacardiaceae                                                 |
|  |                                                               |

|  | Burseraceae   |
|  |               |
|  | Anacardiaceae |
|  |               |

|  | Sapindaceae                                                                            |
|  |                                                                                        |
|  | \| \| Simaroubaceae \| \| \| \| \| \| Meliaceae \| \| \| \| \| \| Rutaceae \| \| \| \| |
|  |                                                                                        |
|  | Simaroubaceae                                                                          |
|  |                                                                                        |
|  | Meliaceae                                                                              |
|  |                                                                                        |
|  | Rutaceae                                                                               |
|  |                                                                                        |

|  | Simaroubaceae |
|  |               |
|  | Meliaceae     |
|  |               |
|  | Rutaceae      |
|  |               |

|  | Kirkiaceae                                                    |
|  |                                                               |
|  | \| \| Burseraceae \| \| \| \| \| \| Anacardiaceae \| \| \| \| |
|  |                                                               |
|  | Burseraceae                                                   |
|  |                                                               |
|  | Anacardiaceae                                                 |
|  |                                                               |

|  | Burseraceae   |
|  |               |
|  | Anacardiaceae |
|  |               |

|  | Sapindaceae                                                                            |
|  |                                                                                        |
|  | \| \| Simaroubaceae \| \| \| \| \| \| Meliaceae \| \| \| \| \| \| Rutaceae \| \| \| \| |
|  |                                                                                        |
|  | Simaroubaceae                                                                          |
|  |                                                                                        |
|  | Meliaceae                                                                              |
|  |                                                                                        |
|  | Rutaceae                                                                               |
|  |                                                                                        |

|  | Simaroubaceae |
|  |               |
|  | Meliaceae     |
|  |               |
|  | Rutaceae      |
|  |               |

|  | Kirkiaceae                                                    |
|  |                                                               |
|  | \| \| Burseraceae \| \| \| \| \| \| Anacardiaceae \| \| \| \| |
|  |                                                               |
|  | Burseraceae                                                   |
|  |                                                               |
|  | Anacardiaceae                                                 |
|  |                                                               |

|  | Burseraceae   |
|  |               |
|  | Anacardiaceae |
|  |               |

|  | Sapindaceae                                                                            |
|  |                                                                                        |
|  | \| \| Simaroubaceae \| \| \| \| \| \| Meliaceae \| \| \| \| \| \| Rutaceae \| \| \| \| |
|  |                                                                                        |
|  | Simaroubaceae                                                                          |
|  |                                                                                        |
|  | Meliaceae                                                                              |
|  |                                                                                        |
|  | Rutaceae                                                                               |
|  |                                                                                        |

|  | Simaroubaceae |
|  |               |
|  | Meliaceae     |
|  |               |
|  | Rutaceae      |
|  |               |

|  | Kirkiaceae                                                    |
|  |                                                               |
|  | \| \| Burseraceae \| \| \| \| \| \| Anacardiaceae \| \| \| \| |
|  |                                                               |
|  | Burseraceae                                                   |
|  |                                                               |
|  | Anacardiaceae                                                 |
|  |                                                               |

|  | Burseraceae   |
|  |               |
|  | Anacardiaceae |
|  |               |

|  | Sapindaceae                                                                            |
|  |                                                                                        |
|  | \| \| Simaroubaceae \| \| \| \| \| \| Meliaceae \| \| \| \| \| \| Rutaceae \| \| \| \| |
|  |                                                                                        |
|  | Simaroubaceae                                                                          |
|  |                                                                                        |
|  | Meliaceae                                                                              |
|  |                                                                                        |
|  | Rutaceae                                                                               |
|  |                                                                                        |

|  | Simaroubaceae |
|  |               |
|  | Meliaceae     |
|  |               |
|  | Rutaceae      |
|  |               |

|  | Kirkiaceae                                                    |
|  |                                                               |
|  | \| \| Burseraceae \| \| \| \| \| \| Anacardiaceae \| \| \| \| |
|  |                                                               |
|  | Burseraceae                                                   |
|  |                                                               |
|  | Anacardiaceae                                                 |
|  |                                                               |

|  | Burseraceae   |
|  |               |
|  | Anacardiaceae |
|  |               |

|  | Sapindaceae                                                                            |
|  |                                                                                        |
|  | \| \| Simaroubaceae \| \| \| \| \| \| Meliaceae \| \| \| \| \| \| Rutaceae \| \| \| \| |
|  |                                                                                        |
|  | Simaroubaceae                                                                          |
|  |                                                                                        |
|  | Meliaceae                                                                              |
|  |                                                                                        |
|  | Rutaceae                                                                               |
|  |                                                                                        |

|  | Simaroubaceae |
|  |               |
|  | Meliaceae     |
|  |               |
|  | Rutaceae      |
|  |               |

|  | Kirkiaceae                                                    |
|  |                                                               |
|  | \| \| Burseraceae \| \| \| \| \| \| Anacardiaceae \| \| \| \| |
|  |                                                               |
|  | Burseraceae                                                   |
|  |                                                               |
|  | Anacardiaceae                                                 |
|  |                                                               |

|  | Burseraceae   |
|  |               |
|  | Anacardiaceae |
|  |               |

|  | Sapindaceae                                                                            |
|  |                                                                                        |
|  | \| \| Simaroubaceae \| \| \| \| \| \| Meliaceae \| \| \| \| \| \| Rutaceae \| \| \| \| |
|  |                                                                                        |
|  | Simaroubaceae                                                                          |
|  |                                                                                        |
|  | Meliaceae                                                                              |
|  |                                                                                        |
|  | Rutaceae                                                                               |
|  |                                                                                        |

|  | Simaroubaceae |
|  |               |
|  | Meliaceae     |
|  |               |
|  | Rutaceae      |
|  |               |

|  | Kirkiaceae                                                    |
|  |                                                               |
|  | \| \| Burseraceae \| \| \| \| \| \| Anacardiaceae \| \| \| \| |
|  |                                                               |
|  | Burseraceae                                                   |
|  |                                                               |
|  | Anacardiaceae                                                 |
|  |                                                               |

|  | Burseraceae   |
|  |               |
|  | Anacardiaceae |
|  |               |

|  | Sapindaceae                                                                            |
|  |                                                                                        |
|  | \| \| Simaroubaceae \| \| \| \| \| \| Meliaceae \| \| \| \| \| \| Rutaceae \| \| \| \| |
|  |                                                                                        |
|  | Simaroubaceae                                                                          |
|  |                                                                                        |
|  | Meliaceae                                                                              |
|  |                                                                                        |
|  | Rutaceae                                                                               |
|  |                                                                                        |

|  | Simaroubaceae |
|  |               |
|  | Meliaceae     |
|  |               |
|  | Rutaceae      |
|  |               |

## Especies notables de la familia Rutaceae

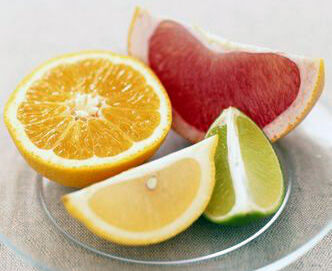
Varios frutos del género Citrus: naranja, pomelo, limón, lima.

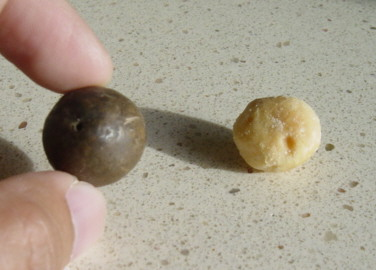
La nuez de macadamia y la macadamia extraída.

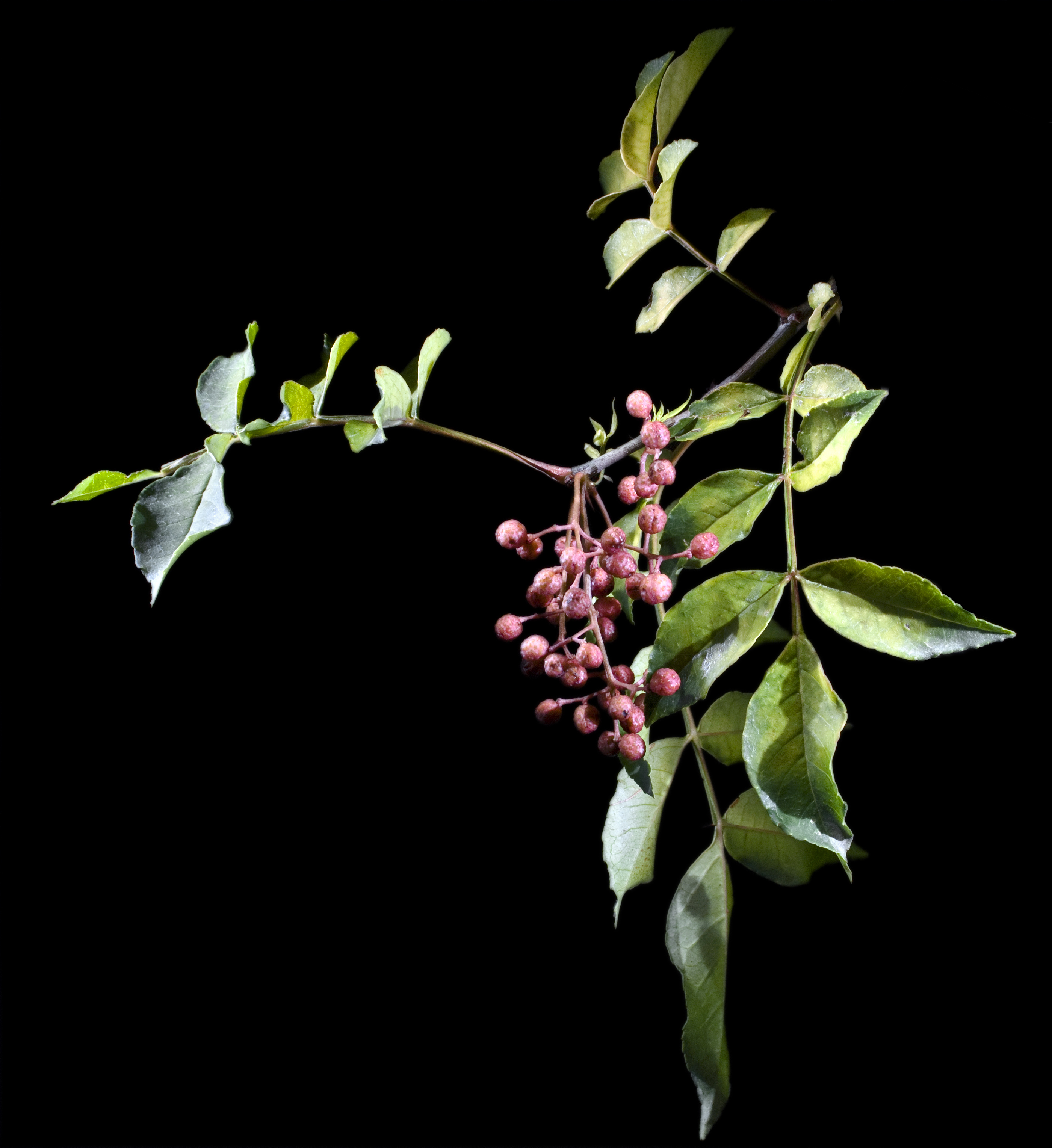
Zanthoxylum piperitum de donde se obtiene la pimienta de Sichuan.

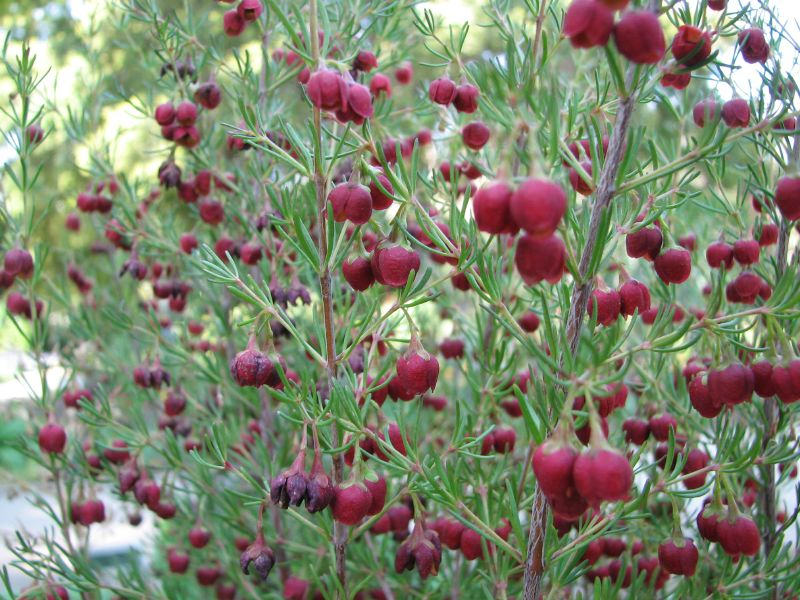
Boronia megastigma.

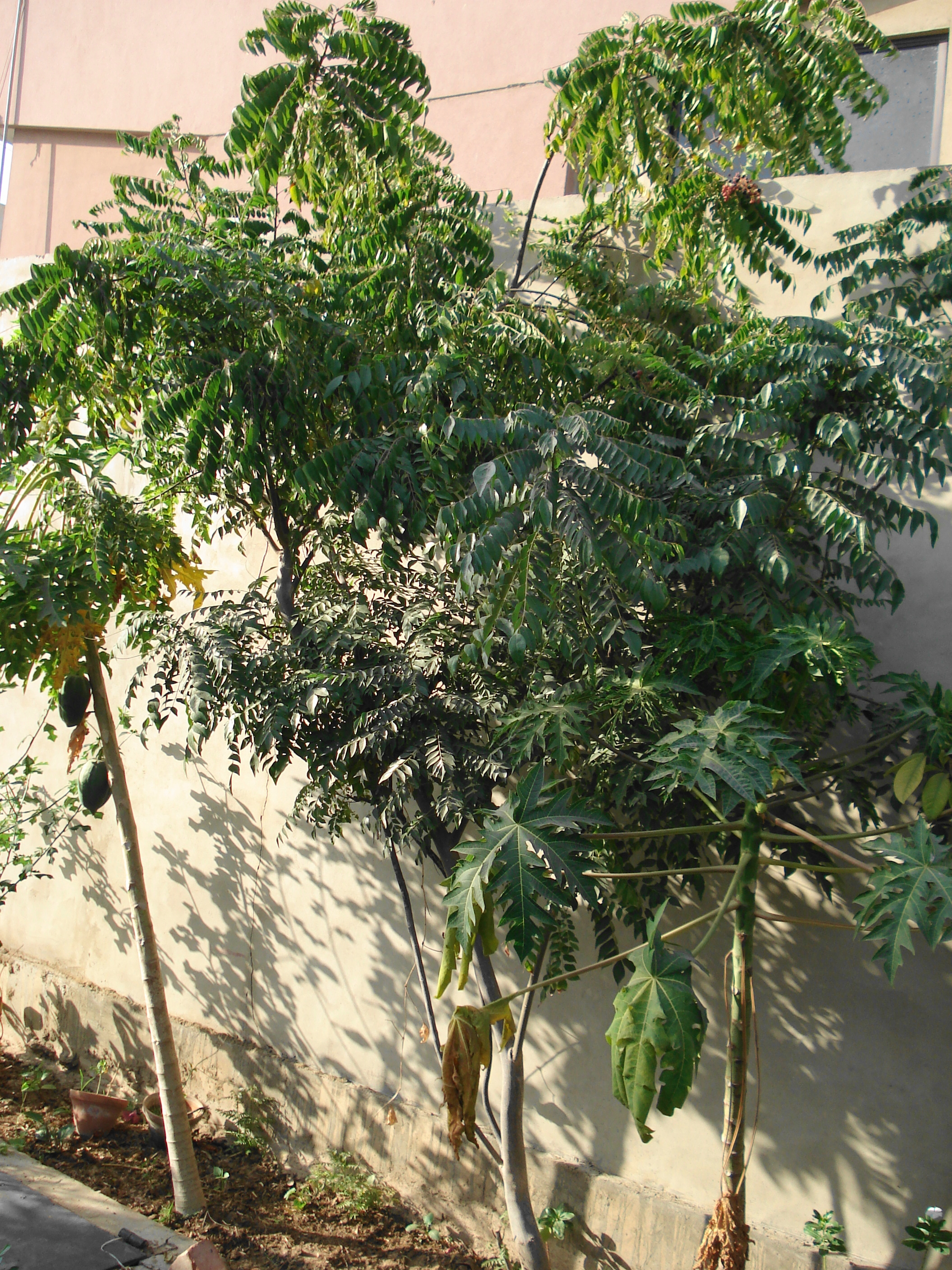
Un ejemplar de Murraya koenigii.

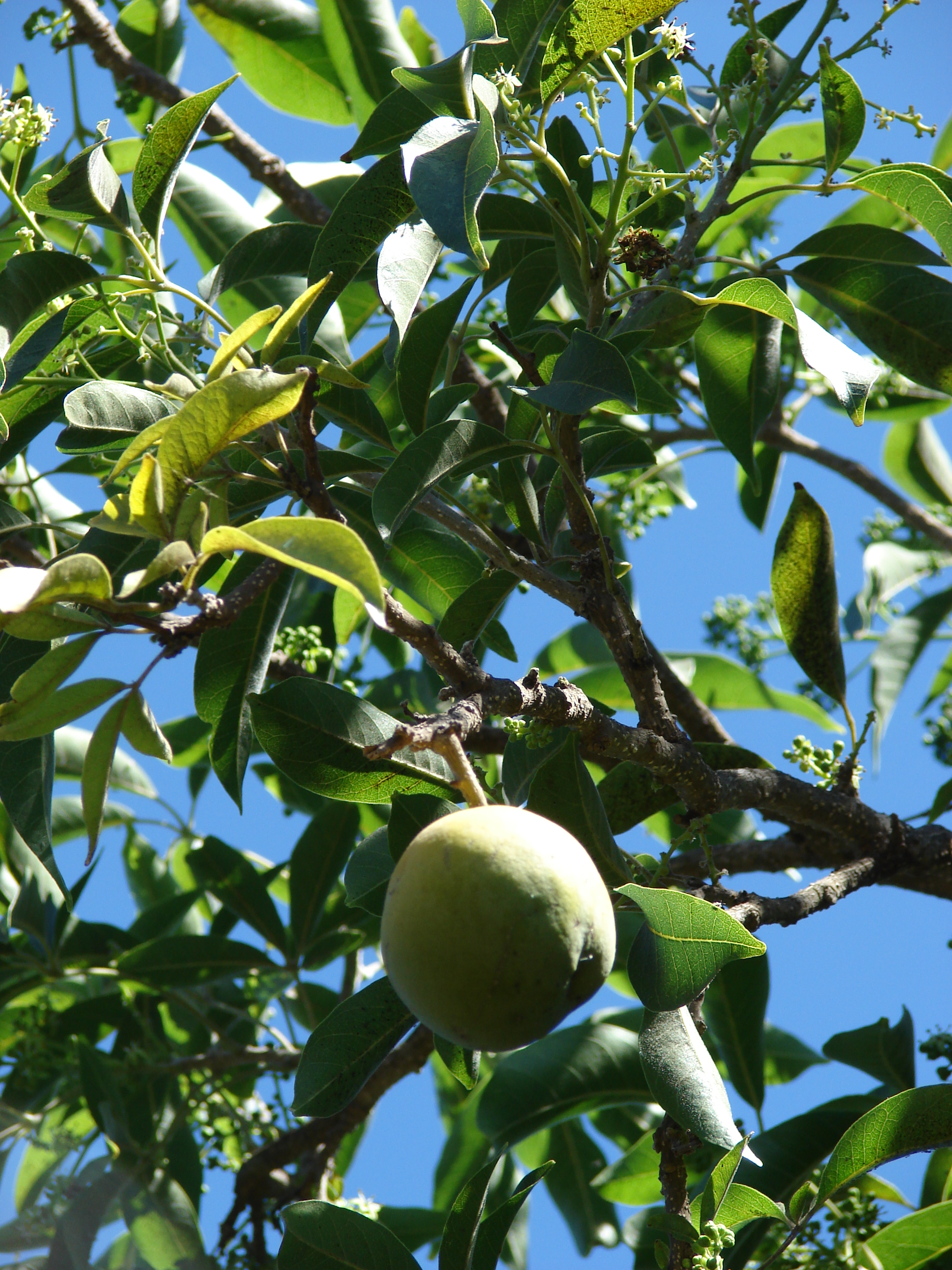
Hojas y fruto inmaduro de Casimiroa edulis.

La familia Rutaceae es de gran importancia económica en climas templados cálidos y subtropicales por sus numerosos frutos comestibles del género Citrus, como la naranja, el limón, el calamansi, la limón, el kumquat, la mandarina y el pomelo.
Entre los frutos no cítricos se encuentran la castaña de cajú (Anacardium occidentale), el zapote blanco (Casimiroa edulis), la baya de naranja o de ginebra (orangeberry o gin berry) (Glycosmis pentaphylla), la baya de lima (Triphasia trifolia) y el Aegle marmelos.
El árbol del curry, Murraya koenigii, tiene importancia culinaria en el subcontinente indio y en otros lugares, ya que sus hojas se utilizan como especia para aromatizar platos. También se elaboran especias a partir de varias especies del género Zanthoxylum, en particular la pimienta de Sichuan.
Otras plantas se cultivan en horticultura: las especies Murraya y Skimmia, por ejemplo. Las especies Ruta, Zanthoxylum y Casimiroa son medicinales. Varias plantas también son utilizadas por la industria del perfume, como la Boronia megastigma' de Australia Occidental.
El género Pilocarpus tiene especies (P. jaborandi, y P. microphyllus de Brasil, y P. pennatifolius de Paraguay) de las que se extrae el medicamento pilocarpina, utilizado para tratar el glaucoma.

## Algunos beneficios del consumo de frutos de Sapindales
El orden Sapindales es un grupo diverso de plantas dicotiledóneas que incluye varias familias de gran importancia alimentaria, como Sapindaceae, Rutaceae y Anacardiaceae. Las frutas que pertenecen a estas familias, como el lychee, el rambután, los cítricos y el anacardo, ofrecen una amplia gama de beneficios para la salud, gracias a su riqueza en nutrientes, vitaminas, minerales y compuestos bioactivos. A continuación, se destacan algunos de los beneficios que aportan estas frutas.
Las frutas de las Rutaceae, especialmente los cítricos como las naranjas, limones, pomelos y mandarinas, son conocidos por su elevado contenido de vitamina C, un antioxidante clave que contribuye a la protección del sistema inmunológico. Esta vitamina ayuda a prevenir resfriados y otras infecciones, promueve la salud de la piel al estimular la producción de colágeno, y favorece la absorción de hierro, lo que previene la anemia. Un consumo regular de cítricos también puede mejorar la salud ocular debido a la acción antioxidante de la vitamina C, que protege los ojos de los daños causados por los radicales libres.

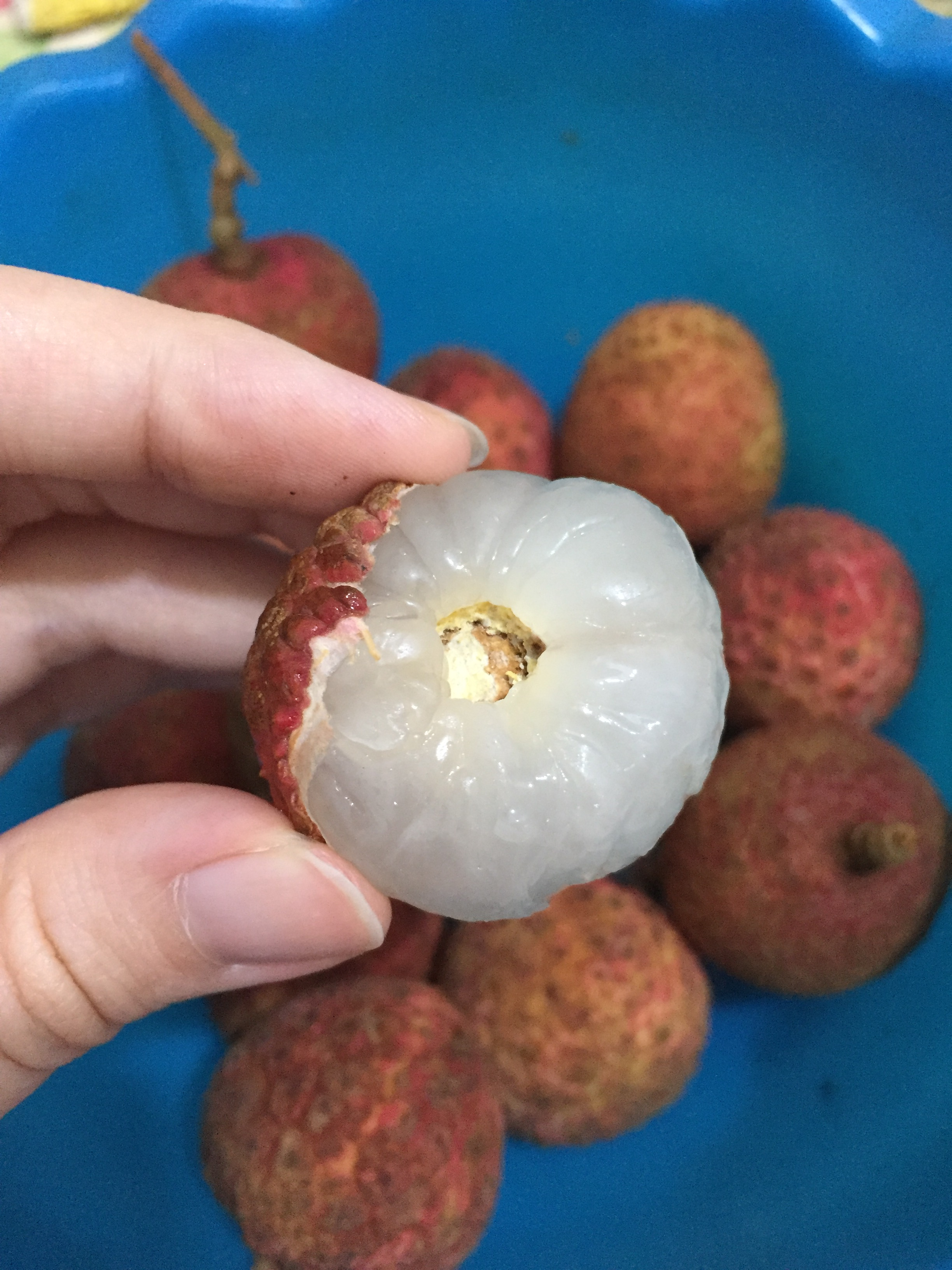
Fruto del Litchi chinensis, lichi.

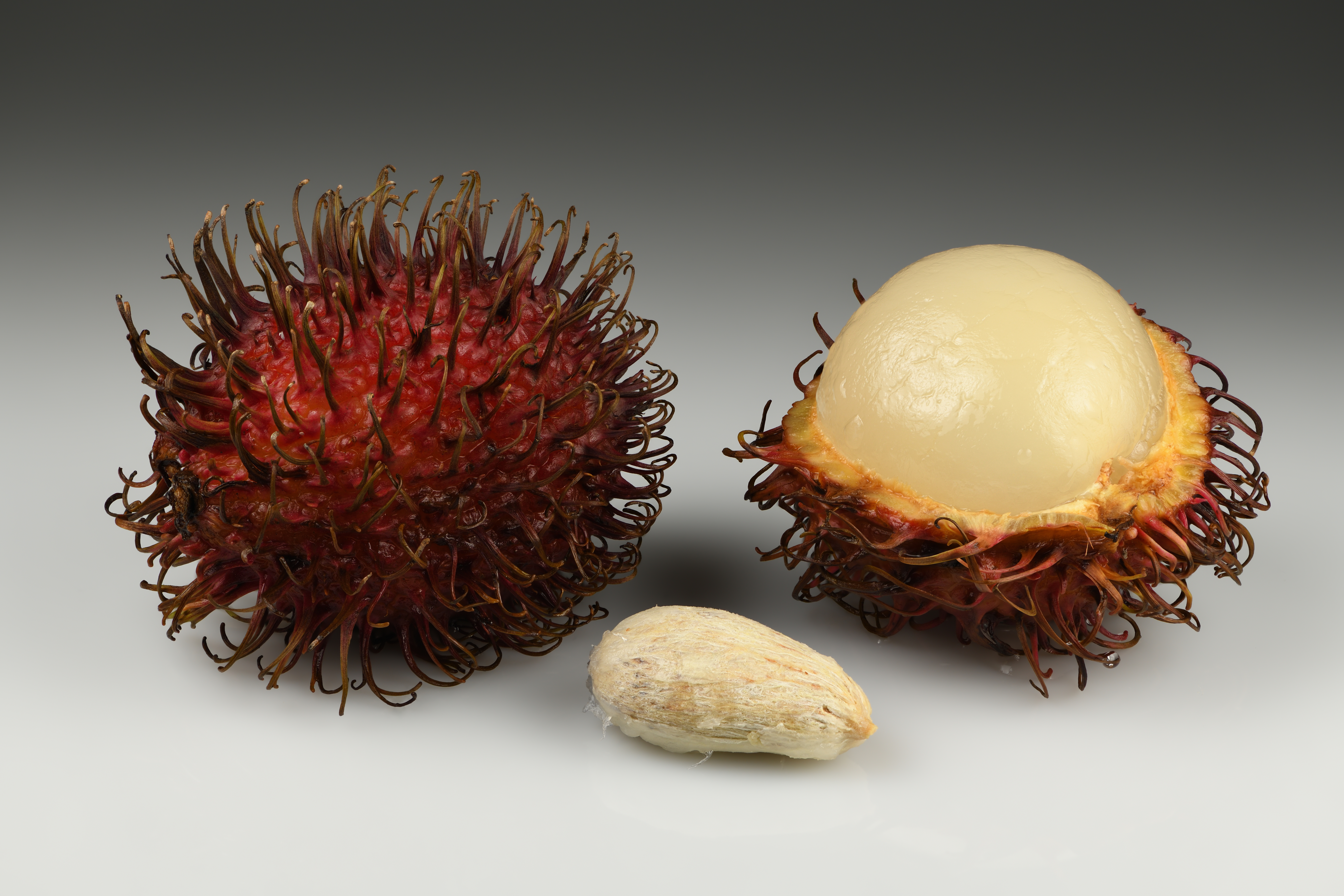
Fruto del Nephelium lappaceum, rambután.

El lichi (Litchi chinensis) y el rambután (Nephelium lappaceum), frutas tropicales que pertenecen a la familia Sapindaceae, son ricos en compuestos antioxidantes como los flavonoides, el resveratrol y la vitamina C. Estos antioxidantes protegen las células del cuerpo contra el daño causado por los radicales libres, contribuyendo a la prevención de enfermedades crónicas como el cáncer, enfermedades cardiovasculares y diabetes. Además, el resveratrol, que se encuentra en pequeñas cantidades en el lichi, también posee propiedades antiinflamatorias que ayudan a reducir la inflamación en el cuerpo, lo cual es beneficioso para quienes sufren de condiciones inflamatorias crónicas.
Algunas frutas de la familia Sapindaceae, como el rambután y el lichi, contienen una alta cantidad de fibra dietética. La fibra es esencial para una digestión saludable, ya que promueve la regularidad intestinal, previene el estreñimiento y contribuye a la salud del colon. Además, al ser bajas en calorías, estas frutas son una excelente opción para aquellos que buscan controlar su peso mientras mejoran su salud digestiva.

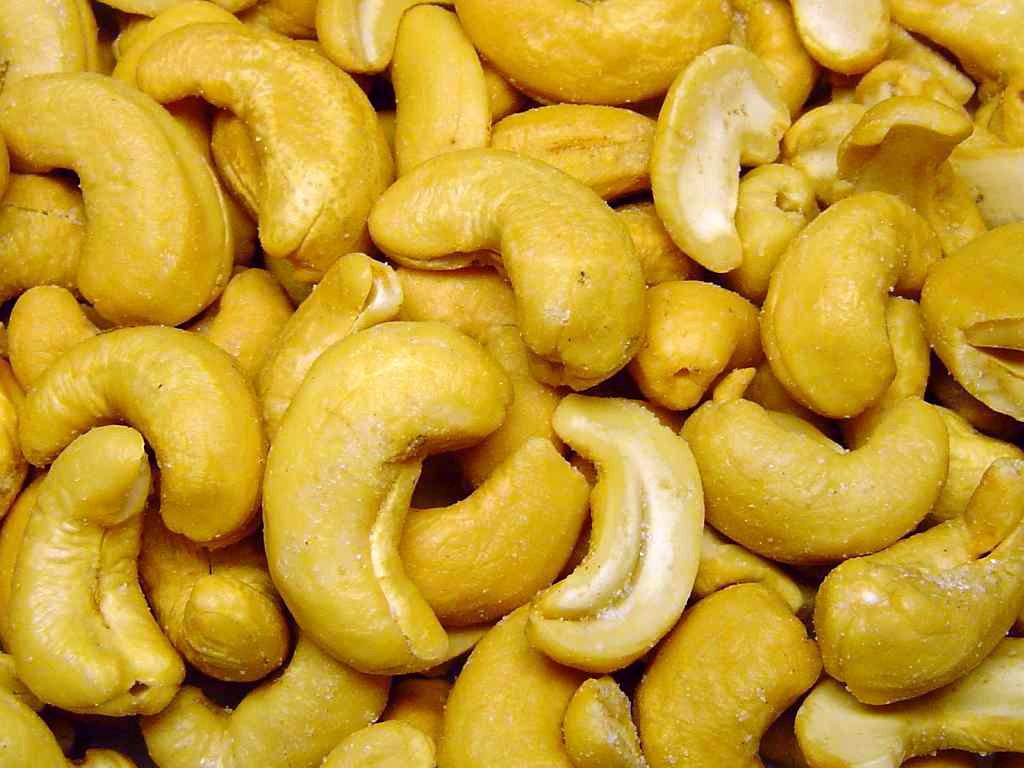
Anacardos preparados.

El anacardo (Anacardium occidentale), una fruta perteneciente a la familia Anacardiaceae, es conocido por su contenido en ácidos grasos saludables, particularmente los monoinsaturados, que ayudan a reducir los niveles de colesterol LDL (colesterol malo) en la sangre, promoviendo la salud cardiovascular. Además, el anacardo es rico en minerales como el magnesio y el potasio, que contribuyen al control de la presión arterial y al buen funcionamiento del sistema cardiovascular en general.
Las frutas de Sapindales como el lichi, el rambután y los cítricos tienen un alto contenido de agua, lo que las convierte en una excelente fuente de hidratación. Mantenerse bien hidratado es fundamental para el funcionamiento adecuado del cuerpo, ya que el agua es esencial para regular la temperatura corporal, transportar nutrientes, eliminar desechos y apoyar las funciones celulares.